# إليزابيث بارتليت (شاعرة بريطانية)
إليزابيث بارتليت (بالإنجليزية: Elizabeth Bartlett)‏ (24 أبريل 1924 في المملكة المتحدة - 18 يونيو 2008)؛ كاتِبة وشاعرة بريطانية.